# Klejówka różowa

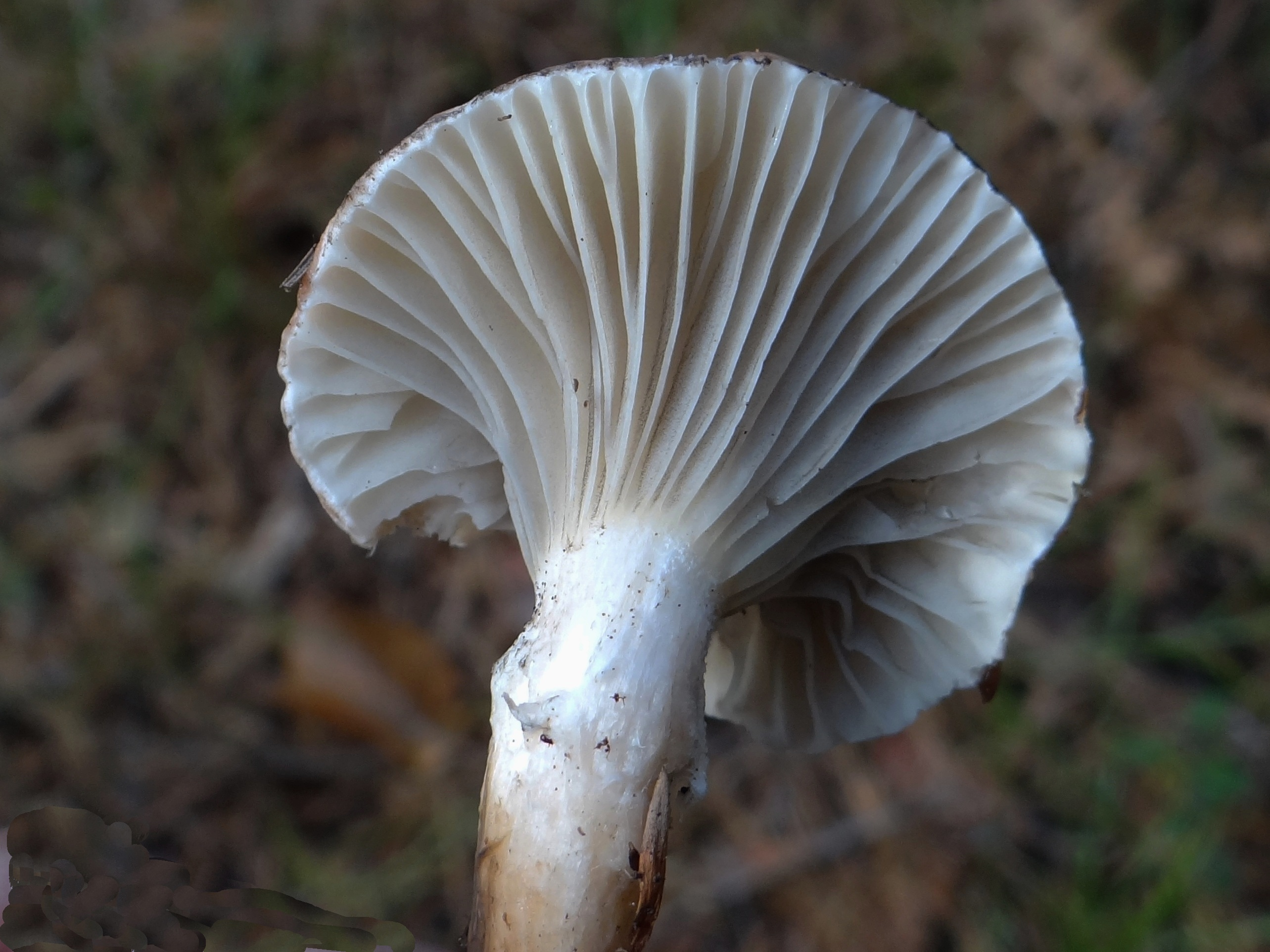
Blaszki i trzon

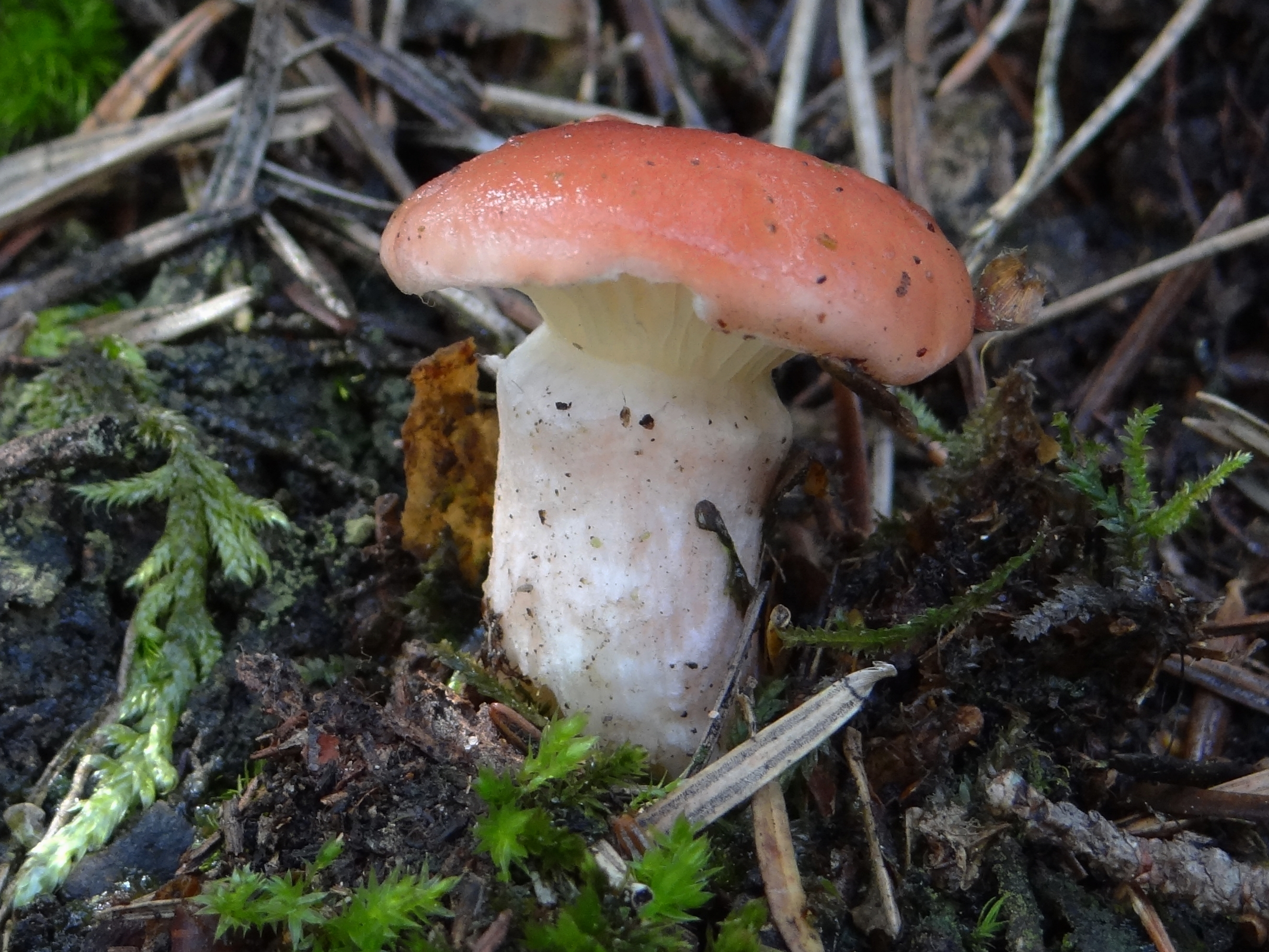
Młody owocnik

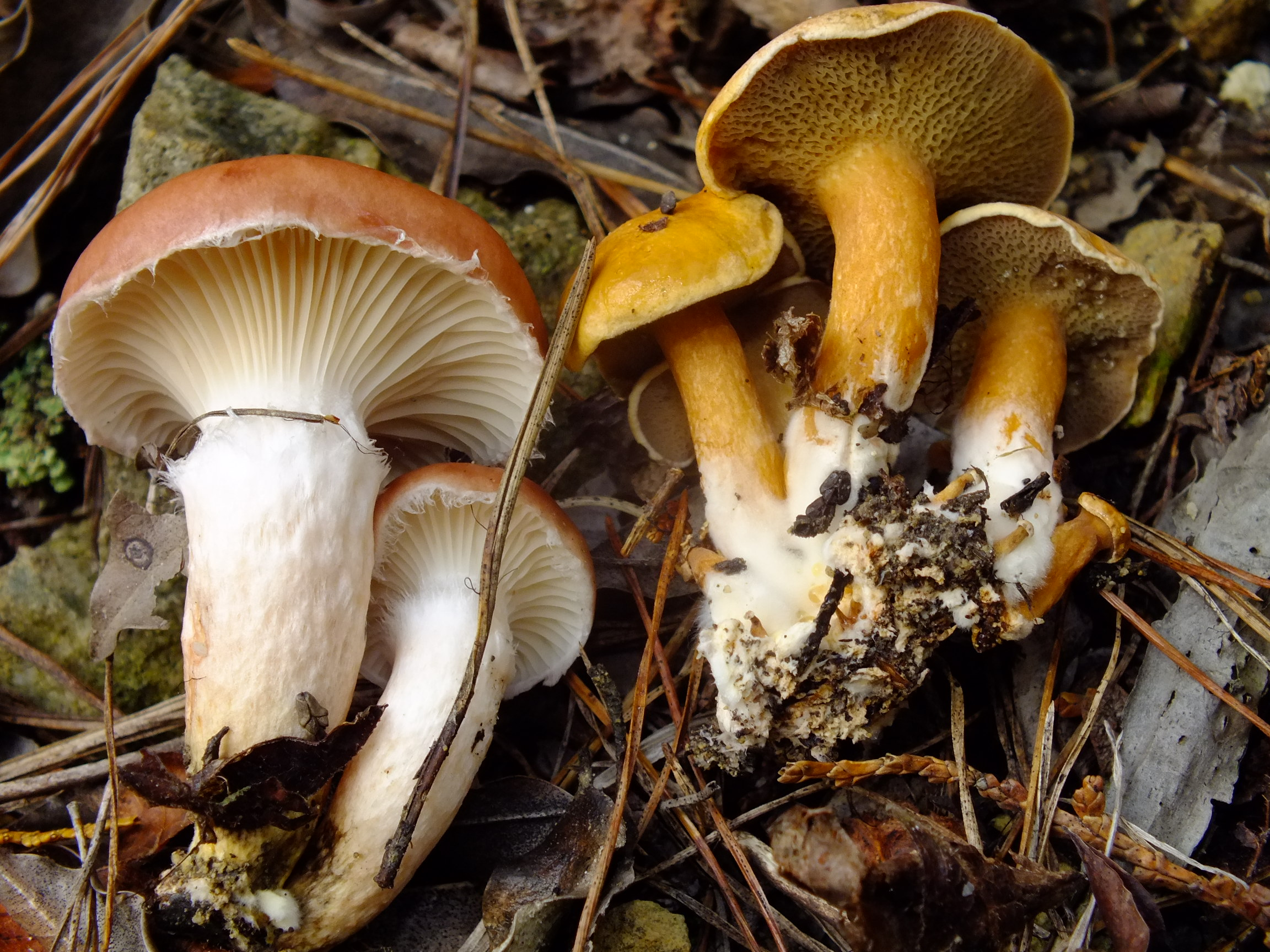
Klejówka różowa i maślak sitarz, w pobliżu którego zawsze występuje

Klejówka różowa (Gomphidius roseus (Fr.) Fr.) – gatunek grzybów należący do rodziny klejówkowatych (Gomphidiaceae).

## Systematyka i nazewnictwo
Pozycja w klasyfikacji według Index Fungorum: Gomphidius, Gomphidiaceae, Boletales, Agaricomycetidae, Agaricomycetes, Agaricomycotina, Basidiomycota, Fungi.
Po raz pierwszy opisał go w 1821 r. Elias Fries jako Agaricus glutinosus, ten sam autor w 1838 r. przeniósł go do rodzaju Gomphidius. Synonimy nazwy naukowej:
- Agaricus glutinosus ß roseus Fr. 1821
- Gomphus glutinosus var. roseus (Fr.) P. Kumm. 1871
- Leucogomphidius roseus (Fr.) Kotl. & Pouzar 1972

Nazwę polską nadała Alina Skirgiełło w 1960.

## Morfologia
Kapelusz
O średnicy 3–6 cm, u młodych okazów półkulisty, później poduchowaty, u starszych płaski i wgłębiony na środku. Brzegi kapelusza długo podwinięte.. W czasie suchej pogody jest suchy w czasie wilgotnej śliski. Koloru różowego poprzez siworóżowy do żywoczerwonego.
Blaszki
U młodych okazów są zakryte śluzowatą osłoną. Są rzadkie i grube o prostych ostrzach, zbiegające na trzon, Początkowo są białe, później od zarodników zmieniają kolor na czarnosiwy.
Trzon
Wysokość 2–5 cm, grubość do 3 cm. Jest walcowaty i pełny, posiada dość szybko zanikający i niezbyt wyraźny pierścień. Powyżej pierścienia jest biały, w dolnej części żółty, cały jest śliski.
Miąższ
W kapeluszu białawy, w trzonie żółtawy. Smak i zapach niewyraźny.
Wysyp zarodników
Ciemnobrązowy lub czarny
Cechy mikroskopowe
Zarodniki 15-20 × 4-5,5 µm, brązowooliwkowe, wrzecionowate, gładkie, zawierające kilka kropel olejowych.
Gatunki podobne
Gatunek tak charakterystyczny, że jest łatwy do odróżnienia od innych gatunków.

## Występowanie i siedlisko
Występuje w Ameryce Północnej, Europie i Azji. W Europie jest szeroko rozprzestrzeniony, w Azji podano jego występowanie tylko w Korei i Japonii. W Polsce gatunek rzadki. Znajduje się na Czerwonej liście roślin i grzybów Polski. Ma status R – potencjalnie zagrożony z powodu ograniczonego zasięgu geograficznego i małych obszarów siedliskowych. Znajduje się na czerwonych listach gatunków zagrożonych także w Belgii, Czechach, Niemczech, Holandii i Słowacji.
Naziemny grzyb mykoryzowy. W Polsce występuje głównie w górach, na nizinach dużo rzadziej. Rośnie w lasach iglastych, wyłącznie pod sosną zwyczajną i kosodrzewiną, zawsze razem z maślakiem sitarzem, nawet jeśli nie widać jego owocników, związana jest z jego grzybnią. Owocniki wytwarza od lipca do października.

## Znaczenie
Wszystkie klejówki to grzyby jadalne, ale przed ich przygotowaniem należy zdjąć skórkę z kapelusza i usunąć śluz. Ze względu na rzadkość występowania, klejówka różowa warta jest jednak oszczędzania.